# Kosacksånger
Kosacksånger är sånger som har traditionellt sjungits bland kosacker i Ukraina och Ryssland. Den yngre generationen lär sig sångerna från den äldre i kosackgemenskapen.
Sångerna beskriver typiskt kosackernas liv och dess centrala teman såsom krigförande, ridning och död. Sånger om kosackernas kärlekshistorier är också populära. En sång innehåller typiskt flera verser som gör sången till en längre och mer detaljerade berättelse. De äldre sångerna berättar om kosackernas strider med osmaner och tatarer. Senare började de också sjunga om strider med Polen. Sångerna sjungs av mestadels män men också kvinnor, men om sången berättar om män och inga finns på platsen kan kvinnor ta mäns roll genom att sjunga lägre.
År 2016 inkluderades kosacksånger från Dnipropetrovsk oblast som Unescos immateriella kulturarv. Enligt Unesco behöver sångtraditionens skyddande akut hjälp för att största delen av dem aktiva sångare är mellan 70 och 80 år gamla. Arbetet för att skydda sångtraditionen har gjorts sedan 2014 då etnologer började forska i och spela in kosacksånger. Det finns några enstaka grupper som sjunger aktivt fortfarande, t.ex. Varta som består av professionella musikanter. En annan märkbar aktör en kören Chorija Kozatska som grundades år 2005.
Urval kända kosacksånger:
- Верила, верила, верю (Verila, verila, verju, på ryska)
- Не для меня (Ne ldja menja, på ryska)
- Отдавали молоду (Otdavali molody, på ryska)
- Пісня про Морозенка (Pisnja pro Morozenka, på ukrainska)
- Ой з-за гори та ще й з-за лиману (Oj z-za gory, ta sjtje j z-za, på ukrainska)
- Ой не знав козак (Oi ne zany kozak, på ukrainska)
- Розпрягайте, хлопці, коні (Rozprjahaite, chloptsi, koni, på ukrainska)